# Al-Hol
Al-Hol (Arabisch: ٱلْهَوْل, moerasland), ook wel gespeld als al-Hole, al-Hool en al-Hawl, al-Houl, is een stad in het oosten van het gouvernement al-Hasakah, Noordoost-Syrië. Het is het administratieve centrum van het kanton Al-Hawl, bestaande uit 22 gemeenten. Bij de telling van 2004 had de stad een bevolking van 3.409. Al-Hol is de locatie van het vluchtelingenkamp Al-Hol waar veel IS-aanhangers vast worden gehouden.
Tijdens de Syrische burgeroorlog werd al-Hol veroverd door strijdkrachten van de Islamitische Staat en werd het een van de belangrijkste ISIL-bolwerken in het noordoosten van Syrië. Op 13 november 2015 werd Al-Hol ingenomen door de Syrische Democratische Strijdkrachten (SDF), wat door de nieuw opgerichte SDF als het eerste strategische succes werd beschouwd.